# 西部馬腦炎病毒
西部马脑炎病毒（western equine encephalitis virus，WEEV）为甲病毒属成员，由单链RNA组成核心，在北美的鸟类和蚊子之间循环传播，偶尔会导致人类和马匹患病。此病毒是西部马脑炎的病原体，近似東部馬腦炎病毒，均屬一种脑炎病毒。
西部馬腦炎（western equine encephalitis，WEE）属一种经蚊传播的人兽共患传染病，因曾在北美洲西部流行而得名。病毒主要感染馬科動物，但也可以感染人。第一次發現於1930年，首次感染人類的案例為1938年病致死。西部馬腦炎最初大都分布於密西西比河以西，但后来在南美洲等國家也有案例。西部馬腦炎相較東部馬腦炎更溫和，致死程度大概在4%左右。